# Monastero di Esphigmenou
Il monastero di Esphigmenou (in greco Εσφιγμένου?) è uno dei venti monasteri della Chiesa ortodossa nella Repubblica del Monte Athos, in Grecia.
È situato a nord-est della penisola atonita ed è il più settentrionale della penisola ed occupa il diciottesimo posto nella gerarchia dei monasteri della Santa Montagna.
È dedicato dall'Ascensione di Gesù
Nel 1990 contava 42 monaci, è retto a regola cenobitica dal 1797.

## Storia

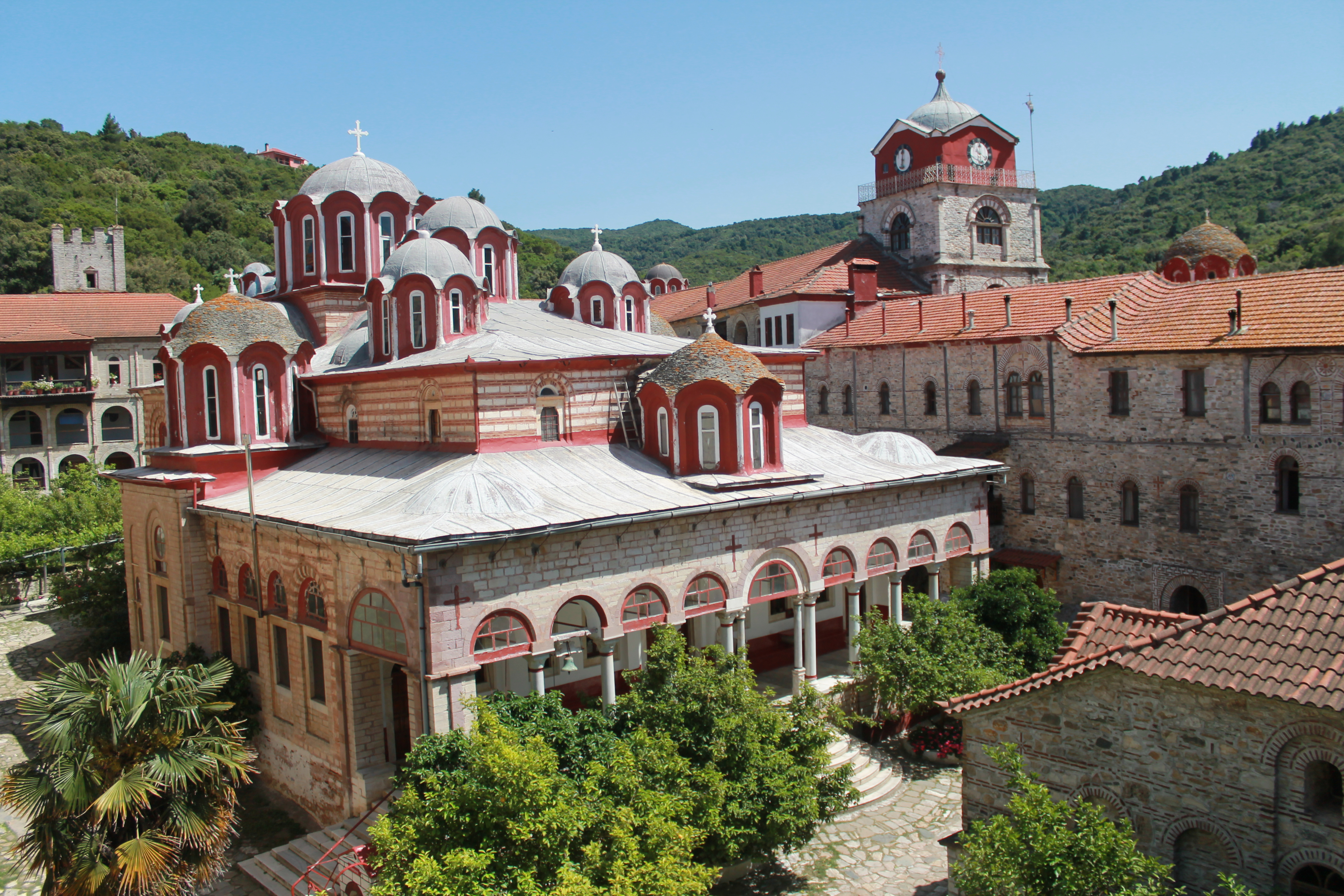
Il Monastero di Esphigmenou

La tradizione fa risalire la fondazione del monastero al V secolo da parte dell'Imperatrice Elia Pulcheria, questo primo insediamento monastico sarebbe stato distrutto da una frana. Il monastero, nella sua forma attuale, risale dall'XI secolo, come lo attestano tre documenti dell'epoca. Esso prosperò fino alla conquista ottomana della regione. Vi fu igumeno San Gregorio Palamas, grande teologo ortodosso. Ad Esphigmenou fu monaco anche un grande spirituale dei nostri giorni: padre Paisios del Monte Athos.
Attualmente un conflitto oppone la comunità monastica del monastero e il Patriarca ecumenico di Costantinopoli massima autorità spirituale della Repubblica del Monte Athos. I monaci si oppongono al riavvicinamento tra la Chiesa ortodossa e la Chiesa cattolica e all'ecumenismo praticato da alcuni rappresentanti della Chiesa ortodossa. In conseguenza di ciò, sono stati fatti diversi tentativi da parte del Patriarcato, che ha utilizzando pure la polizia, per evacuare il monastero dai monaci "ribelli". A tutt'oggi questi tentativi sono risultati vani. Il monastero, data la sua posizione di contestazione, non gode né dell'appoggio né dei finanziamenti concessi a tutti gli altri monasteri atoniti.

## Patrimonio artistico
Nel monastero si custodisce una icona del Salvatore in mosaico che risale al XII secolo e un menologio (calendario dei santi) coevo riccamente miniato.